# Домновське сільське поселення
До́мновське сільське́ посе́лення (рос. Домновское сельское поселение) — колишнє муніципальне утворення в складі Правдинського району Калінінградської області Російської Федерації. Адміністративний центр поселення — селище Домново.
Домновське сільське поселення утворене з 1 січня 2006 року згідно із законом Калінінградської області № 476 від 21 грудня 2004 року.
Муніципальне утворення «Домновське сільське поселення» межувало: на півночі та сході — з Правдинським міським поселенням, на заході — з Гвардійським сільським поселенням Багратіоновського муніципального району, на півдні по державному кордону межувало з Республікою Польща.
Законом Калінінградської області від 27 квітня 2015 року № 418, 1 січня 2016 року всі муніципальні утворення «Правдинський район» — «Правдинське міське поселення», «Желєзнодорожне міське поселення», «Домновське сільське поселення» та «Мозирське сільське поселення» перетворені, шляхом їх об'єднання, на Правдинський міський округ.

## Населення
| 2010 | 2012   | 2013   | 2014   | 2015   |
| ---- | ------ | ------ | ------ | ------ |
| 2859 | ▲ 2984 | ▲ 3007 | ▲ 3053 | ▲ 3088 |

## Склад
До складу Домновського сільського поселення входило 28 населених пунктів (селищ):
- Алехіно
- Гончарово
- Грушівка
- Домново
- Єрмаково
- Зайцево
- Знаменське
- Каштаново
- Климівка
- Кошеве
- Лісне
- Малинівка
- Нагорне
- Піддубне
- Привільне
- Пруди
- Пчеліно
- Раздольне
- Рощино
- Свободне
- Сєдово
- Солдатово
- Соловйово
- Сосновка
- Филипівка
- Черемухово
- Чистопілля
- Ягідне